# Orthopsyche fimbriata
Orthopsyche fimbriata är en nattsländeart som först beskrevs av Mclachlan 1862.  Orthopsyche fimbriata ingår i släktet Orthopsyche och familjen ryssjenattsländor. Inga underarter finns listade i Catalogue of Life.